# 松平忠常
松平 忠常（まつだいら ただつね）は、江戸時代中期の大身旗本（旗本寄合席）。信濃塩崎陣屋5000石松平家の第2代当主。

## 生涯
塩崎陣屋松平家初代・松平忠容の子として誕生。塩崎陣屋（現在の長野市篠ノ井塩崎）の松平家は信濃国上田藩主家の分家にあたる。
宝暦6年10月29日（1756年11月21日）、10歳の時に家督を継ぐ。宝暦12年（1762年）には知行地で「塩崎騒動」あるいは「桝騒動」と呼ばれる百姓一揆が発生している（上田藩宝暦騒動に連動したものとされる）。
明和4年12月9日（1768年1月28日）徳川家治に御目見。
男子はなく女子一人であったため、天明4年（1784年）に豊後岡藩主中川家から忠明を婿養子として迎えている。
天明5年8月11日（1785年9月14日）、忠明に家督を譲って致仕し、常翁を称した。